# Quiteria Varas Marín
Quiteria Varas Marín (Valparaíso, 1838 - Santiago de Xile, 1886) va ser una poetessa, assagista, socialite i filantropa xilena.
Al costat d'altres escriptores com Delfina María Hidalgo o Amelia Solar de Claro, va publicar alguns dels primers textos adscrits a la lírica femenina xilena de finals del segle XIX i va ser deixebla de Mercedes Marín del Solar qui, a més, era la seva tia. Va ser molt coneguda en els salons de l'època i en les societats de caritat, amb les quals va col·laborar assíduament.
Part de la seva producció poètica està dispersa en diaris i revistes de la segona meitat del segle xix, al costat de la d'altres escriptores que van conrear aquest gènere, com Joaquina Carlota Bustamante, Mercedes Ignacia Rojas, Mercedes Marín del Solar o Rosario Orrego de Uribe. No obstant això, alguns dels seus treballs van aparèixer en l'antologia de José Domingo Cortés titulada América poética: poesías selectas americanas, que es va publicar a París el 1875. Aquest mateix autor la va antologar l'any 1962 en Flores Chilenas.
En les seves composicions destinades al gènere líric, va abordar tant l'elegia com «arengas y retratos laudatorios a los próceres de la época», textos que també escrivien altres poetesses com Mercedes Marín del Solar o Rosario Orrego d'Uribe.